# فیلیپ مک‌دونالد
فیلیپ مک‌دونالد (انگلیسی: Philip MacDonald؛ ۵ نوامبر ۱۹۰۰ – ۱۰ دسامبر ۱۹۸۰) یک نویسنده اهل بریتانیا بود.